# Sway
Sway è un brano musicale, versione in inglese di Quién Será, su ritmo di cha cha cha del 1953 scritto dal messicano Pablo Beltrán Ruiz.
Il testo in inglese fu scritto da Norman Gimbel nel febbraio 1954 e tale versione fu incisa da Dean Martin. Da quel momento, il brano è stato registrato e remixato da molti artisti (si veda la discografia).

## Lista parziale delle versioni registrate
- anni 1950 -  Pablo Beltrán Y Su Orchestra
- anni 1950 - Pérez Prado
- 1953 - Eileen Barton, su Coral Records
- 1954 - Dean Martin, su Capitol Records
- 1957 - Caterina Valente
- 1959 - Rosemary Clooney con Pérez Prado
- 1960 - Bobby Rydell
- anni 1960 - Julie London
- 1961 - Ben E. King
- 1961 - Mina, versione in italiano con il titolo Chi sarà su singolo e poi nell'album Moliendo café del 1962.
- 1967 - Cliff Richard, dall'album Don't Stop Me Now
- 1978 - The Boys, dall'album Alternative Chartbusters
- 1990 - Björk Guðmundsdóttir & Tríó Guðmundar Ingólfssonar, con testo in islandese dal titolo: Í Dansi Með Þér (con Björk)
- 1997 - Cabaret Diosa, dall'album Hi-Fi Latin Exotica
- 1998 - Anita Kelsey, dal film Dark City
- 1999 - Shaft, intitolata (Mucho Mambo) Sway
- 2003 - Michael Bublé
- 2003 - Peter Cincotti
- 2004 - Pussycat Dolls, dal film Shall we dance?
- 2004 - Arielle Dombasle, intitolata Quien Sera (Sway)
- 2004 - diam's, "DJ" (con testo in francese)
- 2005 - Aaron Kwok, intitolata "飛" ("Sway" - versione cantonese)
- 2006 - The Puppini Sisters
- 2006 - Orietta Berti, intitolata Quien Serà, dall'album Exitos Latinos, inciso con l'orchestra di Demo Morselli
- 2007 - Santiago g
- 2007 - Jennifer Lopez, in inglese e spagnolo nel 2004 per la colonna sonora del film Shall We Dance?, ma poi rimpiazzata dalla versione delle Pussycat Dolls. La versione spagnola è una bonus track dell'album Como Ama Una Mujer
- 2007 - Thomas "Tiger" Marion e il suo gruppo the Shiny Lapel Trio.
- 2007 - Abdalla Omar ha cantato Sway con Amr Diab in arabo
- 2015 - Peluqueria Hernandez, in una versione live come seconda traccia del singolo "Tinto Bruna non avrai il mio scalpo"
- 2016 - Angelo Seretti registra una versione in Francese
- 2017 - Angelo Seretti registra una nuova versione dance . Il remix è opera del DJ producer Pierluigi Cerin
- 2020 - Saweetie e Galxara campionano la versione di Rosemary Clooney e Pérez Prado per il singolo Sway with Me
- 2024 - Michael Bublé e Jason Derulo campionano la canzone per il singolo Spicy Margarita

- Data di registrazione sconosciuta:
  - Bombay Jim & The Swinging Sapphires
  - Celia Cruz (Original ¿Quien Sera?)
  - Tony Brent
  - Cab Calloway
  - Cat Pack
  - Perry Como
  - Billy Daniels
  - Dead Ringer
  - Tav Falco's Panther Burns
  - Lannie Garrett
  - Good Morning Blues
  - Hit Crew
  - Rebecca Kilgore
  - Number Nine
  - Powerman 5000
  - Edmundo Ros & His Orchestra
  - Billy Vaughn
  - Lawrence Welk
  - Bernie Woods & The Forest
  - Franco Corso

## La versione delle Pussycat Dolls
La versione delle Pussycat Dolls di Sway è uno dei brani principali della colonna sonora del film Shall we dance? con Richard Gere e Susan Sarandon. Infatti il singolo, registrato e pubblicato nel 2004, riprende le vicende dell'omonimo film, uscito sempre nello stesso anno, e ne diventa la colonna portante.

### Il video
Il video è stato diretto da Steve Antin nel 2004 e vede le Pussycat in ambienti dorati differenti e in atteggiamenti provocanti.